# Il maestro di cappella (Auletta)
Il maestro di cappella és una òpera en tres actes composta per Pietro Auletta sobre un llibret italià d'Antonio Palomba. S'estrenà al Teatre de la Santa Creu de Barcelona el 4 de maig de 1750 interpretada per una companyia de Parma.	
Fou la primera òpera que es representà a Barcelona d'ençà de les representacions de l'època de l'arxiduc Carles, als anys 1708-1709, si exceptuem un cas dubtós de 1731.